# Amigo (TV-program)
Amigo (senare Amigo Grande) är ett svenskt frågesportprogram för barn som började sändas i SVT 2005. Programledare har varit Peter Rylander (2005–2006), Ola Selmén (2007–2011, 2013–) och Emma Svensson (2012).
I programmet tävlade tre lag genom att snabbast svara på frågor. Sedan fick laget med minst poäng som tröstpris åka i den så kallade "disco-tunneln" som sedermera ersattes med "disco-tunnan". Därefter blev det en mer fysisk akt vilket följdes av ordbygge, prisfiske och prisstege, där en resa stod på spel.
År 2013 ändrade programmet namn till Amigo grande, samtidigt som det skedde en hel del programförändringar. I Amigo grande tävlar två lag, bestående av tre generationer, mot varandra.

## Ronder

### Rond 1 - Frågesport
Programledaren ställde frågor och när de tävlande visste svaret tryckte de på knapparna. Kunde man inte gick det över och man fick bara svara en gång per lag.

### Rond 2 - Ordbygge
De två återstående lagen skulle samla ihop bokstäver genom att gunga sin kompis som hade en sugmaskin på magen. De sög upp bokstäver ur en låda som de sedan skulle lägga i en annan låda. Om bokstavsbollarna hamnade utanför lådan var de ute ur spelet. Sedan gick man till bokstavshyllan och där skulle man bygga ett så långt ord som möjligt. De gröna bokstäverna gav 1 poäng, de gula 2 poäng och de röda 3 poäng. Det lag som fick högst poäng vann. Om båda fick lika mycket poäng vann det lag med det längsta ordet och det lag som förlorade fick något slags tröstpris. Det återstående laget fick spela prisstegen.

### Rond 3 - Prisstegen
Det vinnande laget skulle på tid besvara kunskapsfrågor med tre svarsalternativ. För varje rätt svar klättrade deltagarna upp ett steg i prisstegen och för varje felaktigt svar föll deltagarna ett steg i den. Ju högre upp i prisstegen deltagarna lyckades ta sig när tiden löpte ut, desto finare pris att vinna. Vinsterna i prisstegen varierade något mellan programmen. Några vanliga vinster var biobesök med popcorn, bowlingupplevelse och besök på en nöjespark i Sverige. Det brukade även förekomma mer ovanliga vinster, såsom kurs i mungiga. Högvinsten var en resa ut i Europa.

## Inslag

### Vilket istället för bajs?
I "Vilket istället för bajs?" spelade bandet en låt men de bytte ut ett ord mot bajs. När man visste vilket det rätta ordet var tryckte man på knappen.

## Amigobandet
- Daniel Berggrensson - Keyboard
- Pontus Berggrensson - Trummor
- Rasmus Berggrensson - Elbas
- Sebastian Lilja - Gitarr